# Aracus captator
Aracus captator är en spindelart som beskrevs av Tamerlan Thorell 1887. Aracus captator ingår i släktet Aracus och familjen plattbuksspindlar.
Artens utbredningsområde är Myanmar. Inga underarter finns listade i Catalogue of Life.